# 鳳林鎮 (台灣)
鳳林鎮，舊稱「馬里勿」，位於臺灣花蓮縣中央，為花蓮縣中區的重要城鎮。全鎮人口約有1萬5千人，人口密度每平方公里約86人。族群結構上有客家人、閩南人、外省人與原住民，其中客家人佔約三分之二，為花蓮縣的客家大鎮。地方通行語為阿美語和客家話。
鳳林鎮的經濟產業主要為農業，生產水稻、花生、蔬果等農產品，現則逐漸轉為工商業發展。鎮內人文發展豐富，有超過100個校長出身於鳳林鎮，而有「校長的故鄉」之稱，並與高雄市美濃區有「鳳林出校長，美濃出博士」的美譽。2014年，鳳林鎮藉由「慢食」與「慢活」的條件，通過審查，成為國際慢城組織會員，同時亦為台灣慢城聯盟成員之一及首座慢城城市。

## 歷史
鳳林鎮最早剛開發時期稱為「馬里勿」，阿美族語發音意思是上坡的意思，但只限於現在的長橋里一帶。相傳鳳林未開發時，是一大片茂盛的樹林，並到處滋生攀爬在樹林上的木蘭，從外表看起來就像是一隻「鳳凰展翅」，所以遷來開墾的漢人就稱此地為「鳳林」。另外一種說法是清代屬台東直隸州「奉」鄉，「奉」與「鳳」音同而得。
鳳林在清治時期屬於臺東直隸州奉鄉，日治時期屬於花蓮港廳鳳林郡下轄之鳳林庄，1940年再升格為鳳林街，國民政府接管台灣後設鳳林區署，原本將花蓮縣治設在此地，後因政治情勢不穩之改變而作罷，直到1947年開始正式稱為鳳林鎮至今。郵遞區號原為950，後改為975。
在鳳林鎮內的大榮里至北林里間，有個日本人移民花蓮的三大移民村之一「林田移民村」（非鄰近萬榮鄉的林田山林場）。林田移民村主要分為三大部分：南岡（今大榮一村）、中野（今大榮二村）和北林（今北林）；其中，中野（今大榮二村）附近有個台灣村（台灣人聚落）。

## 地理

### 地形位置
鳳林鎮位於花蓮縣中部，介於壽豐溪（漢譯知亞干溪）與馬太鞍溪之間，東西兩側分別為海岸山脈以及中央山脈，為花東縱谷平原花蓮部分之中心，東鄰豐濱鄉，西臨萬榮鄉，南接光復鄉，北、東北鄰壽豐鄉。全鎮幅員略呈南北狹長，地形上為河谷平原，約佔全鎮總面積45%，河川地則佔全鎮總面積30%，其餘皆為山（坡）岳地帶，中間六階鼻山為海岸山脈六階鼻山列尾段，附近聚落舊稱六階鼻庄，二戰後稱山興，為鳳林區域最早有漢人活動的區域。

### 土壤
鳳林鎮土壤種類可分為片岩沖積土、崩積土、黑色土及石質土4類。片岩沖積土分佈於中、南部，面積大約4,100公頃。崩積土分佈於東、西部，面積約900公頃。黑色土分佈東部，面積約500公頃。石質土分佈於東、西部，面積約700公頃。

### 水文
鳳林鎮全境屬於花蓮溪流域。花蓮溪主流由南向北流經鳳林鎮東側，支流大多發源於中央山脈，由北而南依序有壽豐溪、北清水溪、鳳林溪、萬里溪、馬太鞍溪等，其中壽豐溪是鳳林鎮與壽豐鄉的界河，馬太鞍溪則是鳳林鎮與光復鄉的界河。

### 氣候
鳳林皆全境皆於北回歸線以北，但依中央氣象局自1991年年至2020年間之資料統計分析結果，已屬於熱帶季風氣候，高溫而多雨。年均溫度在攝氏22至26度之間，年雨量則在1,700至2,000公釐之間。夏季降雨多，且較多颱風侵襲；冬季略為乾旱，但大致仍屬四季宜人之氣侯。

### 人口
根據花蓮縣政府民政處及內政部戶政司統計，2024年底鳳林鎮戶數約4.4千戶，人口約1萬人，鎮內人口最多與最少的里分別是鳳信里與森榮里，2024年底兩里人口分別為1,525人與75人，其中森榮里也是臺灣人口最少的里。鳳林鎮人口的年齡構成中，0至14歲人口佔比9.61%，15至64歲人口佔比61.56%，65歲以上人口則佔比28.84%，是花蓮縣青壯年人口佔比最低、老年人口佔比最高的行政區，也是臺灣青壯年人口佔比最低、老年人口佔比最高的鎮。族群結構上為客家人、閩南人、外省人、原住民以及新住民混居，其中又以客家人為多數，而原住民族群則以阿美族、撒奇萊雅族以及太魯閣族為主。

## 政治

### 歷屆鎮長
| 任次 | 姓名   | 備註 |
| ---- | ------ | ---- |
| 1    | 林阿谷 |      |
| 2    | 陳德生 |      |
| 3    | 林阿谷 |      |
| 4    | 林阿谷 |      |
| 5    | 饒維沛 |      |
| 6    | 饒維沛 |      |
| 7    | 張乾倉 |      |
| 8    | 張乾倉 |      |
| 9    | 邵金鳳 |      |
| 10   | 邵金鳳 |      |
| 11   | 張乾倉 |      |
| 12   | 陳新發 |      |
| 13   | 陳新發 |      |
| 14   | 林廷光 |      |
| 15   | 林廷光 |      |
| 16   | 彭宗乾 |      |
| 17   | 蕭文龍 |      |
| 18   | 蕭文龍 |      |
| 19   | 林建平 | 現任 |

### 鎮政組織

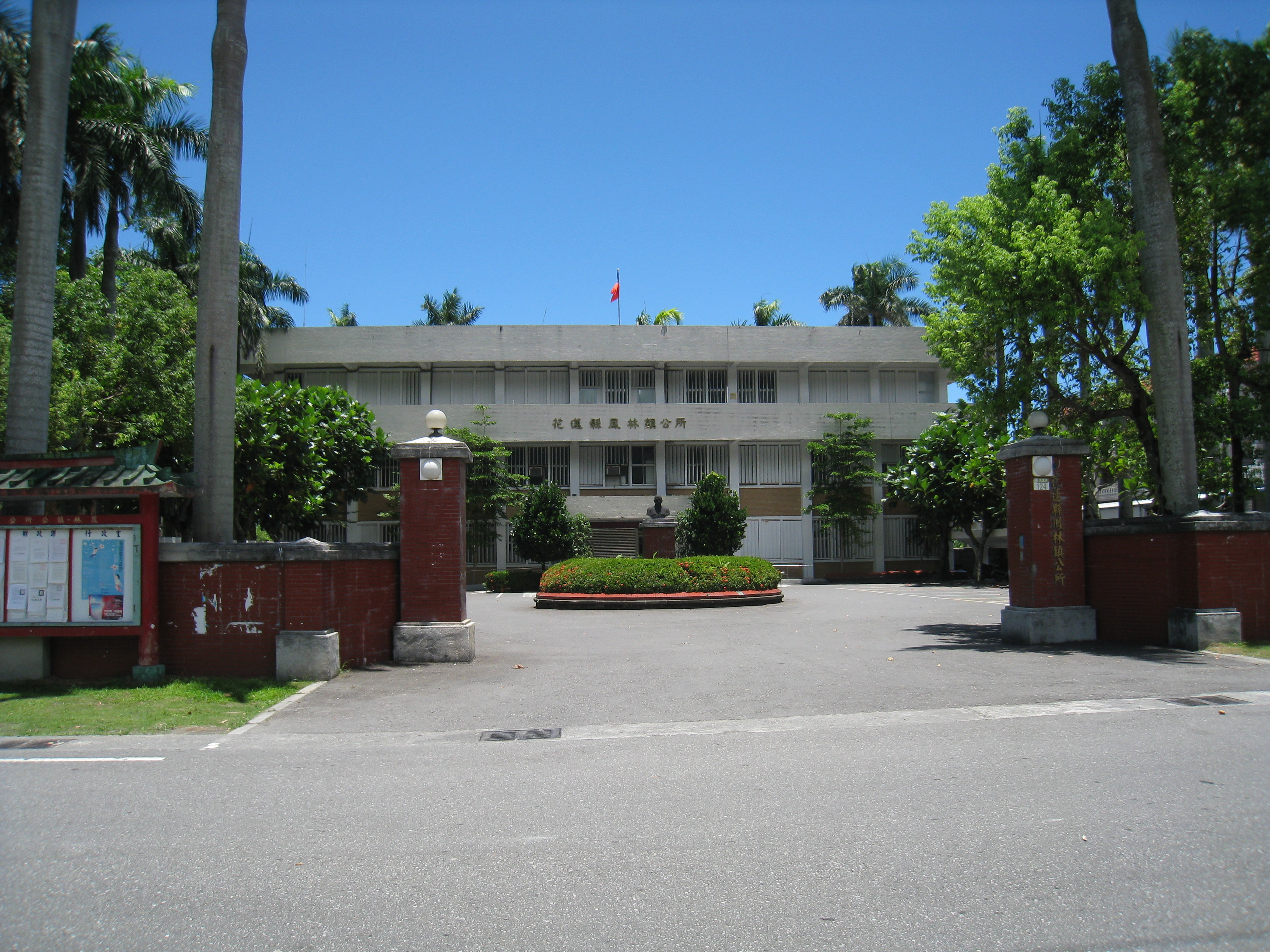
鳳林鎮公所

鳳林鎮公所是鳳林鎮最高層級的地方行政機關，在中華民國政府架構中為鎮自治的行政機關，同時負責執行縣政府及中央機關委辦事項，鳳林鎮的自治監督機關為花蓮縣政府。鎮長由全體鎮民直接選舉產生，任期為四年，可連選連任一次。鳳林鎮公所並置鎮政會議，為鎮政最高決策機構，在鎮長之下，設有5課4室等9個內部單位及4個附屬機關。
鳳林鎮民代表會是鳳林鎮的最高民意機關，代表鳳林鎮全體鎮民立法和監察鎮政。鎮民代表由公民直選選出，任期為四年，可連選連任。鳳林鎮民代表會共有11位鎮民代表，分別為第一選區6席鎮民代表、第二選區2席鎮民代表、第三選區1席鎮民代表、第四選區2席平地原住民鎮民代表，主席、副主席由11位鎮民代表互選產生。

### 行政區劃
以下列出的「里」屬於行政區劃，因此一個里內可能有數個部落或村莊。括號內為阿美語、日語或漢語名稱。
| - 林田： - 林榮里： - 林榮（／ Hirabayashi） - 兆豐農場 - 南平里： - 南平（／ Hayasida） - 北林里： - 北林（／ Kitabayashi） - 大榮里： - 大榮部落（Sariwsiw，沙溜秀） - 大榮二村（／ Nakano） - 金田 - 大榮一村（／ Minamioka） - 鳳林： - 鳳義里： - 水源地 - 鳳仁里、鳳禮里、鳳智里： - 鳳林 - 鳳信里： - 鳳信部落（Cingaroan） - 中原農場 - 六階鼻（Yamasaki，山崎）： - 山興里： - 中興部落（Cihafayan，吉哈法樣／草鼻） - 山興部落（Cirakayan，吉拉卡樣／六階鼻） | - 萬里橋（馬里勿）： - 森榮里： - 森榮部落（Cilo'ohay，／ Morisaka） - 長橋里： - 長橋部落（Tangahang，／ Maribashi） - 三和 - 中心埔 \| 鳳林鎮行政區劃 \| \| a：鳳仁里 b：鳳禮里 c：鳳智里 d：森榮里 林 榮 里 南 平 里 北林里 a b c 鳳義里 鳳信里 山 興 里 大 榮 里 d 長 橋 里 \| |
| 鳳林鎮行政區劃 | |
| a：鳳仁里 b：鳳禮里 c：鳳智里 d：森榮里 林 榮 里 南 平 里 北林里 a b c 鳳義里 鳳信里 山 興 里 大 榮 里 d 長 橋 里 | |

## 產業
農業
鳳林鎮內的平原為壽豐溪與萬里溪沖積而成，土壤肥沃，農產豐富。鳳林鎮為花蓮縣中區重要鄉鎮，花東縱谷平原行經鳳林鎮，地勢突顯開闊，適合種植稻米等農作物。
早期農村社會的生活物質相當欠缺，行政院農委會前身的農業復興委員會-農業發展委會，輔導基層農會製造養生豆奶，作為補充養分的飲品，稻作收割、廟會慶典、辦桌餐桌上，常可見其身影。1960、1970年代的全盛時期，全國有10多家農會出產養生豆奶。1980年代，台灣經濟起飛，國際知名品牌飲品大舉銷台，養生豆奶遭碳酸飲料、茶葉飲品多方夾擊，銷售市場被壓縮，目前僅剩羅東鎮農會、員山鄉農會、花蓮縣鳳榮地區農會還在生產。產品有山泉水、米漿、豆漿等。
全台知名的剝皮辣椒也是鳳林發明的。

## 交通

### 鐵路
臺灣鐵路
- 臺東線：林榮新光車站 - 南平車站 - 鳳林車站 - 萬榮車站

#### 林業鐵路
- 西林輕便鐵道：手押台車道，屬於花蓮港木材株式會社，由平林驛（林榮新光車站舊址）岔出臺東線，沿知亞干溪南岸深入萬榮鄉境內的大安山山區的見返、安來警官駐在所、初見[15]。
- 林田山林場鐵路萬森線（平地線）：屬於台灣興業株式會社林田山砍伐事業所，由萬里橋驛（今萬榮車站）岔出臺東線，沿萬里溪南岸抵達森坂驛（今森榮里），接續溫泉線，進入萬榮鄉境內的王武塔山。

#### 糖業鐵路
- 林田幹線：由花蓮糖廠經由中心埔-中原農場至鳳仁國小後方（已廢除）

### 公路
- 台9線
- 縣道193號
- 花46線:又稱芳寮越嶺道-蕃薯寮越嶺道，東起自壽豐鄉的水璉村芳寮(番薯寮)，西至鳳林鎮鳳義里鳳光，全長約12.5km。路況不佳，適合單車與健行。

### 客運
- 統聯客運
- 太魯閣客運

### 自行車道
- 東環線：台9線→兆豐農場入口→右轉榮開十五路→復興路→右轉中和街→左轉信義路→台9線
- 西環線：台9線→正信路→平信路→水源路→鳳鳴一路→茄苳產業道路→永康路→西林路→台9線

## 教育

### 國民中學
- 花蓮縣立鳳林國民中學
- 花蓮縣立南平國民中學
- 花蓮縣立萬榮國民中學

### 國民小學
- 花蓮縣鳳林鎮鳳林國民小學
- 花蓮縣鳳林鎮大榮國民小學
- 花蓮縣鳳林鎮北林國民小學
- 花蓮縣鳳林鎮林榮國民小學
- 花蓮縣鳳林鎮長橋國民小學
- 花蓮縣鳳林鎮鳳仁國民小學
- 花蓮縣鳳林鎮鳳信國民小學

## 醫療
- 臺北榮民總醫院鳳林分院
- 鳳林鎮衛生所
- 鍾兆英診所
- 劉明謙洗腎醫院
- 鳳林診所
- 欣岡牙醫齒科診所
- 林牙醫診所

## 旅遊

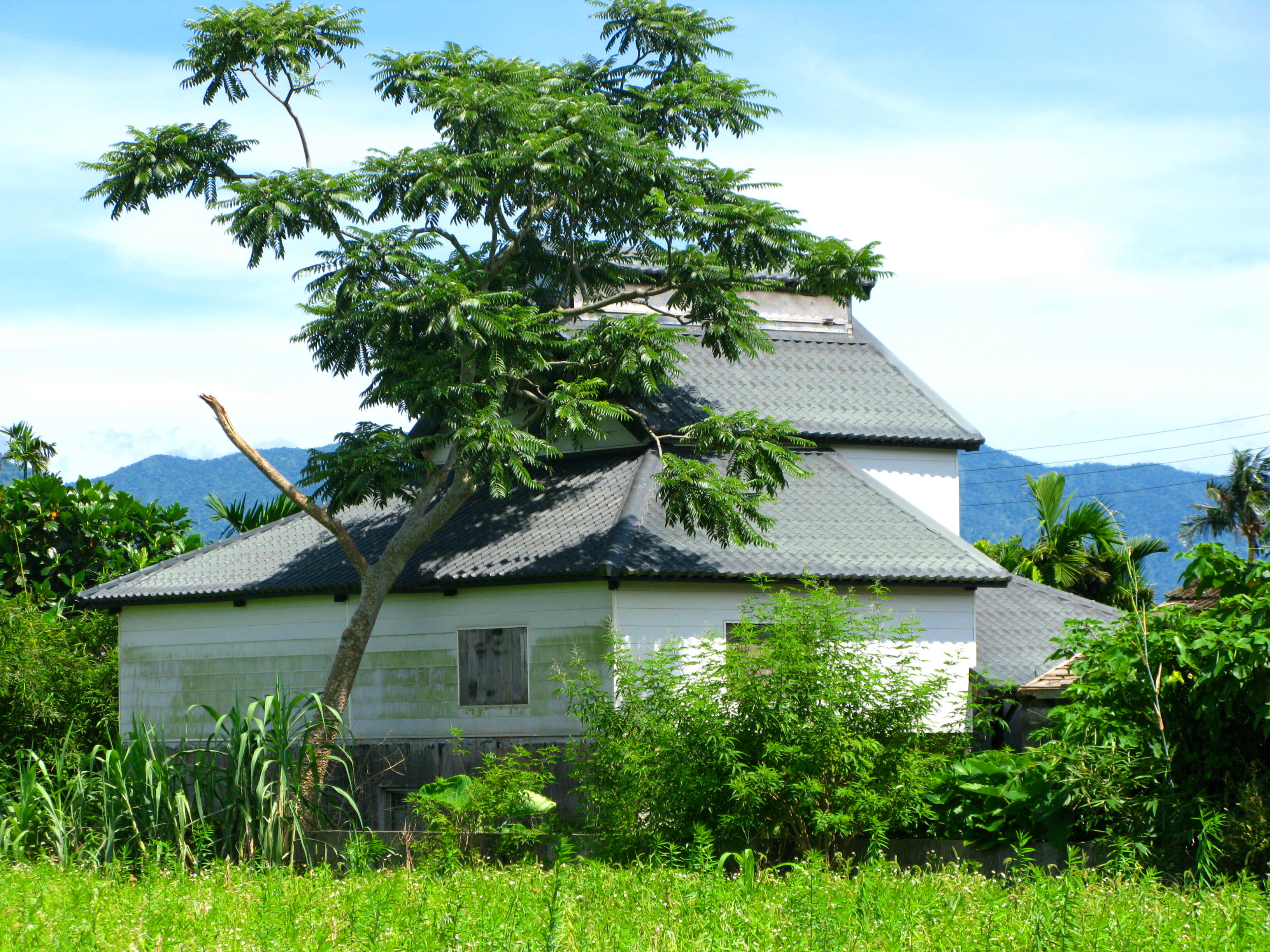
日本時期自日本引入的製菸產業文化

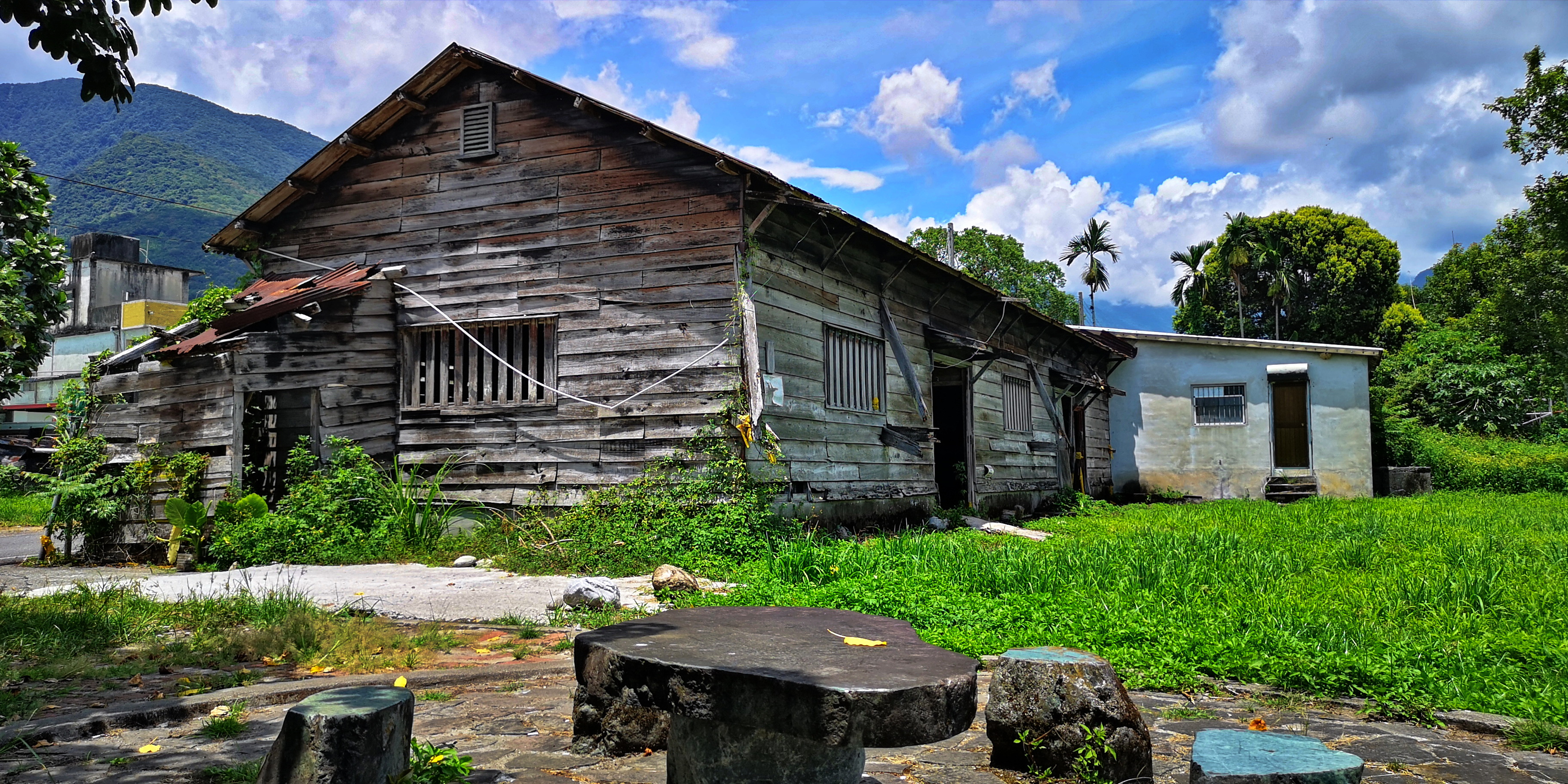
台鐵舊林榮車站倉庫

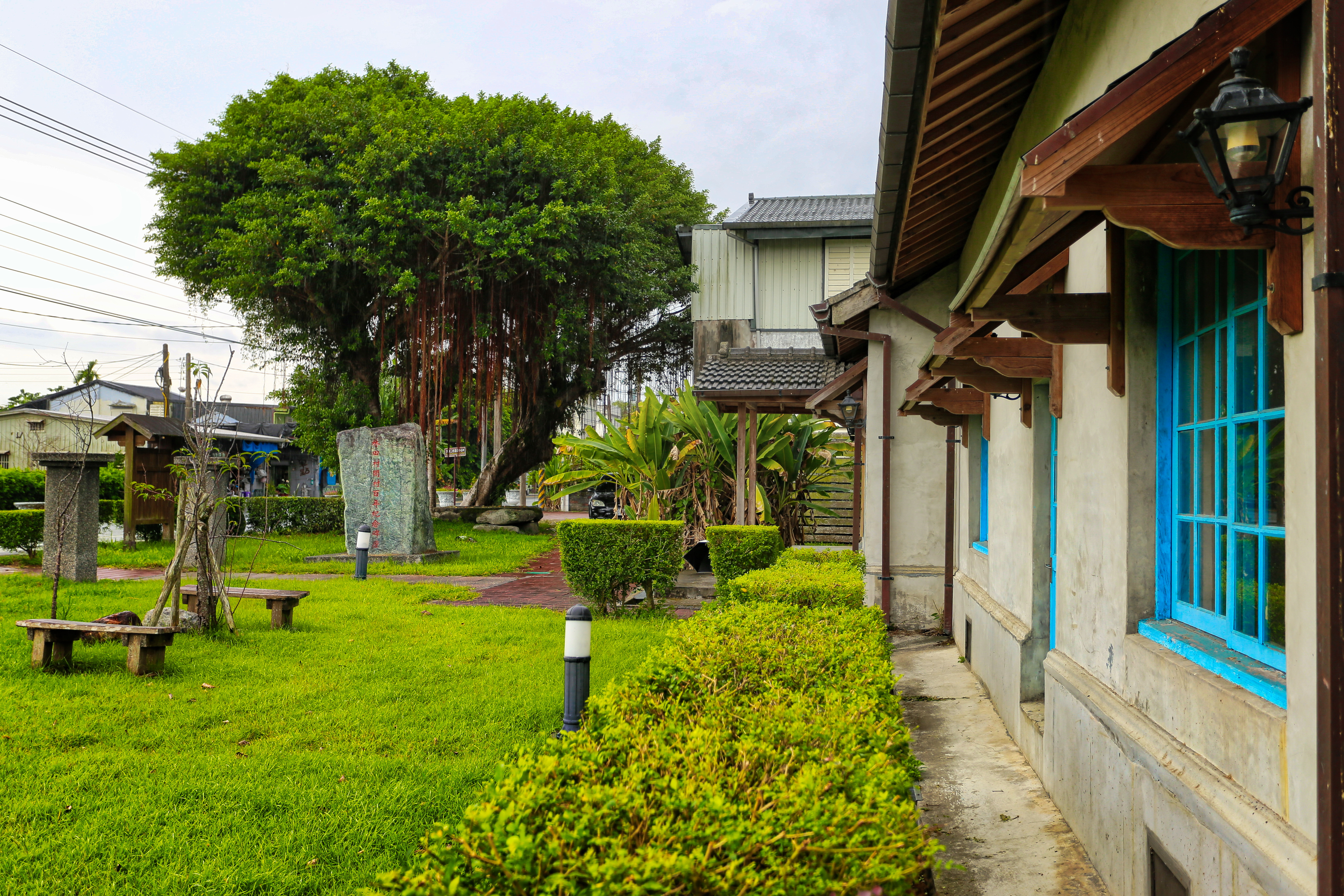
林田警察官吏派出所及舊林田派出所

- 箭瑛大橋
- 林田警察官吏派出所
- 鳳凰瀑布風景區
- 鳳林山產業道路賞櫻[16]
- 鳳林溪油菜花田及波斯菊海[17]
- 鳳義坑水土保持戶外教室
- 林田山林業文化園區
- 菸樓文化聚落
- 鳳林鎮百年茄苳樹
- 鳳林夜市
- 鍾瑞龍紀念碑
- 鳳林國小孔廟
- 新光兆豐農場
- 鳳林公路公園
- 林榮社區公園（台鐵舊林榮車站倉庫）[18]

- 校長夢工廠
- 鳳林客家文物館

## 特產
- 剝皮辣椒：本鎮為創始之地
- 花蓮大西瓜
- 花生
- 龍鬚菜
- 肉桂
- 甘蔗
- 玉米
- 竹筍
- 文旦
- 哈密瓜
- 稻米
- 雞血石
- 哈囉-鳳林把紅豆餅（車輪餅），稱呼為哈囉，全台唯一。
- 豆漿-鳳榮農會養生豆奶
- 碗粿-水粄
- 客家傳統美食：艾草粿、菜包、紅龜粿、粄條、米苔目

## 風俗民情
- 每年七  八月舉行阿美族豐年祭。

- 日本移民村：大榮一、二、三村，北林一、二村，及知亞干溪南岸的平林開發區，現兆豐農場週遭，都屬於日本時代三個移民村。

## 宗教

#### 道教與民間信仰
- 鳳林壽天宮：為鳳林客家人的信仰中心，主祀關聖帝君，位於中美路41號。每年農曆元月十三日皆會舉辦迎神遊街，中元節前後更有盛大儀式。
- 鳳林勝安宮：主祀王母娘娘，位於光華路107號。
- 紫靈寺：主祀濟公活佛，位於公正東街53之1號。
- 鳳林五聖宮：主祀五顯靈官大帝，位於信義路365號。
- 長橋里褒忠義民亭：位於長德街4號

#### 佛教
- 鳳林慈雲禪寺：佛教道場，位於光復路65號。
- 林榮里碧雲寺：佛教道場，位於林榮路161號。

#### 基督宗教
- 鳳林長老教會：設立於1916年7月25日，1931年3月3日升格，屬於長老教會東部中會，設有幼兒園（幼稚園及托兒所整合後之名稱）。
- 耶穌聖心天主堂：天主教花蓮教區，設於中華路180號。早年設有私立愛德幼稚園。兼管：鳳信里聖伯多祿堂、山興里進教之佑堂。
- 基督教鳳林召會：位於公園路60號 ，原在民權路69巷，因設鎮立軟式網球場原址徵收，搬遷至現址。
- 中華基督教協同會鳳林教會：中正路二段15號
- 中興里基督堂
- 森榮里林田山教堂
- 鳳林鎮召會

## 姊妹市
- 臺灣屏東縣竹田鄉

## 外部連結
- 鳳林鎮公所 （页面存档备份，存于）